# NGC 1091
NGC 1091 é uma galáxia espiral barrada (SBa) localizada na direcção da constelação de Eridanus. Possui uma declinação de -17° 32' 00" e uma ascensão recta de 2 horas, 45 minutos e 22,3 segundos.
A galáxia NGC 1091 foi descoberta em 1886 por Frank Leavenworth.